# Muesli

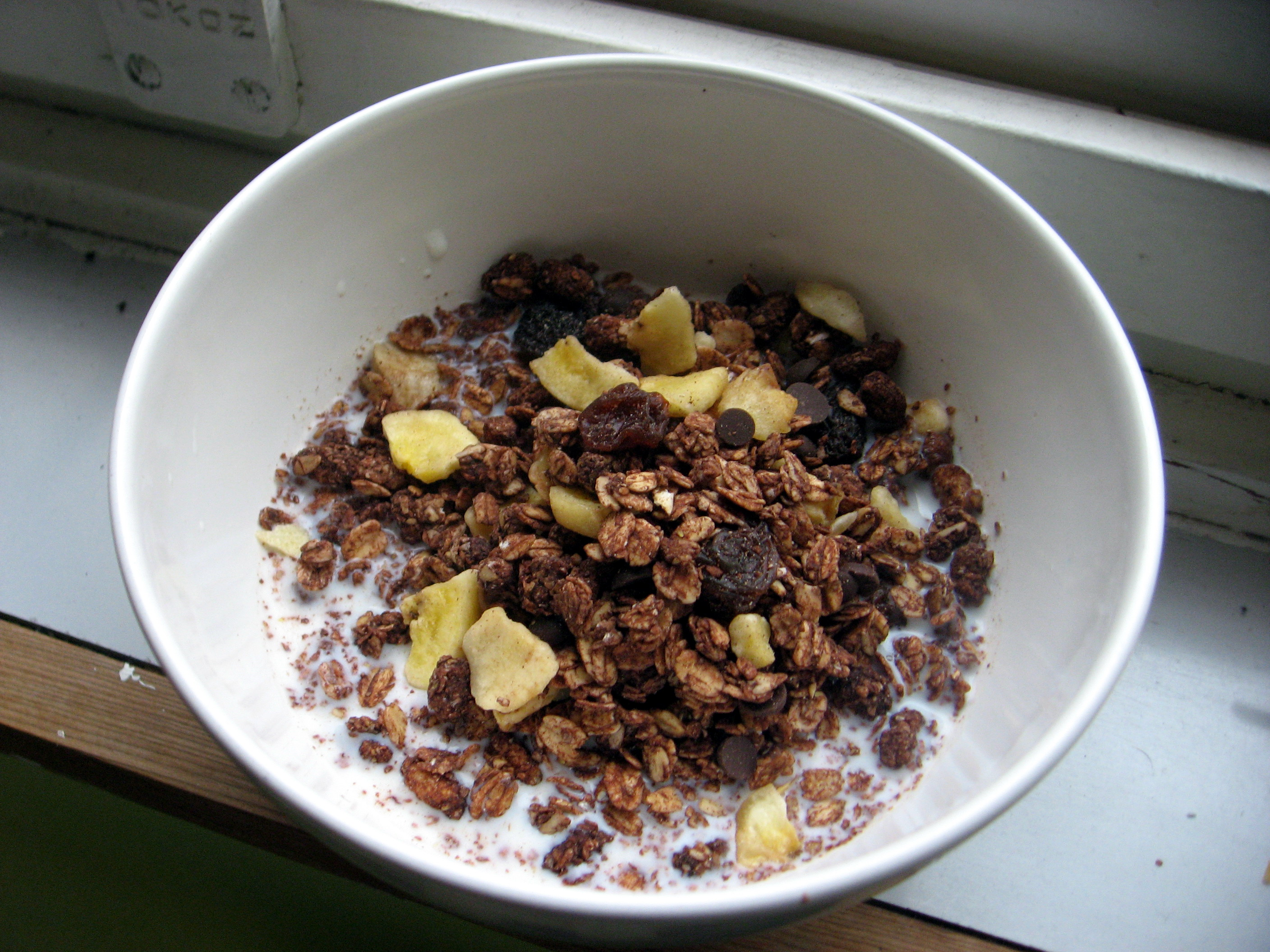
Plato con muesli.

El muesli o müsli (del suizo alemán Birchermüesli, literalmente "papilla de cereales de Bircher") es un alimento del grupo de los cereales, de origen suizo, típicamente de desayuno, aunque también se consume en meriendas y cenas.
Como producto envasado disponible en el comercio, sus ingredientes son cereales, frutos secos y frutas desecadas o deshidratadas, mezclados sin una receta rígida, dependiendo del fabricante. Si se hace una preparación casera, normalmente se emplean los productos "de temporada" que se encuentran frescos en el mercado.
Entre los cereales que lo componen puede haber avena, trigo, centeno, cebada, maíz o arroz, bien en copos o inflados, integrales o refinados. En la selección de frutas se pueden encontrar manzana, pera, plátano, uvas pasas, dátil, ciruela, mango, higo, melocotón, fresa, piña y coco rallado, y, entre los frutos secos y semillas, nueces, avellanas, almendras, cacahuetes, pipas de girasol, lino o sésamo.
De forma similar a alguna de las preparaciones de la granola o el gofio canario, se puede consumir previamente rehidratado con agua, leche (no aconsejable fresca si hay mucha proporción de frutas ácidas que puedan cuajarla), leche de soja (o soya), de almendras, leche fermentada, kéfir, yogur, chocolate, zumos (o jugos) y, según el gusto del consumidor, endulzado con azúcar, miel, anís o canela.
Desde su invención por el médico suizo Maximilian Bircher-Benner a principios del siglo XX, inspirado en la cena de un pastor que encontró en una de las excursiones con su esposa por la zona de los Alpes, se ha ido popularizando como alimentación saludable, y en dietas vegetarianas. Es nutritivo, energético y saciante y un cóctel bastante completo de vitaminas, minerales, proteínas e hidratos de carbono, y para normalizar las modernas dietas desequilibradas, o para personas con problemas de estreñimiento gracias a su contenido en fibra.